# Den röda vingården
Den röda vingården (franska: La Vigne rouge) är en oljemålning av den nederländske konstnären Vincent van Gogh från 1888. Den är utställd på Pusjkinmuseet i Moskva.
Målningen föreställer jordbrukare som arbetar på en vingård i närheten av Montmajours kloster utanför Arles i Provence. I februari 1888 bosatte sig van Gogh i "Gula huset" i Arles. Här åstadkom han under ett år en ofattbart omfattande och mångfasetterad skatt av målningar. Målningen tillkom i november 1888 samtidigt som Paul Gauguin besökte van Gogh. Två månader levde de tillsammans i Arles. Samarbetet avbröts efter en hetsig ordväxling, efter vilken van Gogh rusade hemifrån, skar av sig en örsnibb och måste omhändertas. Gauguin återvände genast till Paris och van Gogh skrevs i maj 1889 på egen begäran in på mentalsjukhuset i Saint-Rémy-de-Provence.
Den röda vingården är den enda kända målning som van Gogh lyckades sälja själv (han sålde sannolikt ett par verk till, men det är okänt vilka dessa är). Köpare till Den röda vingården var den belgiska konstnären Anna Boch. Senare hamnade den i Ivan Morozovs ägo innan den, i samband med ryska revolutionen, konfiskerades av ryska staten.